# Orlu, Eure-et-Loir

Orlu este o comună în departamentul Eure-et-Loir, Franța. În 1 ianuarie 2018 avea o populație de 38 de locuitori.